# شهرستان منگهای
شهرستان منگهای (به لاتین: Menghai County) یک شهرستان جمهوری خلق در چین است که در ولایت خودمختار خیشوانگبانا دای واقع شده‌است. شهرستان منگهای ۵٬۵۱۱ کیلومتر مربع مساحت و ۲۹۲٬۳۸۳ نفر جمعیت دارد.